# 日本建築士会連合会
公益社団法人日本建築士会連合会（にほんけんちくしかいれんごうかい、Japan Federation of Architects & Building Engineers Associations）は、都道府県ごとに設立されている建築士会をもって組織し、建築士の品位の保持及びその業務の進歩改善を図り、広く社会公共の福祉増進に寄与することを目的とした社団法人である。元国土交通省所管。1952年（昭和27年）に設立。1959年（昭和34年）に社団法人化。建築士法第22条の4の第2項に基づき設立されるものである。

## 概要
- 所在：東京都港区芝5丁目26番20号　建築会館5階
- 会長：三井所　清典（株式会社アルセッド建築研究所　代表取締役 所長）